# Lunar Orbiter 2
Lunar Orbiter 2 byla umělá družice Měsíce, vyslaná agenturou NASA v roce 1966. V katalogu COSPAR dostala označení 1966-100A.

## Úkol mise
Družice z USA měla za úkol provést podrobnou fotodokumentaci povrchu Měsíce.

## Základní údaje
Označení Lunar měla kvůli zvolené orbitě kolem Měsíce. Její váha byla 389 kg. Byla vybavena mj. brzdícím motorem a fotografickým systémem. Dva objektivy umožňovaly snímat detaily z výšky 80 km o velikosti 1 metr. Na film 70 mm se vešlo 200 dvojexpozic, které byly rádiovou cestou odesílány na Zem.
Další známé družice USA s podobným označením byly Lunar Explorer.

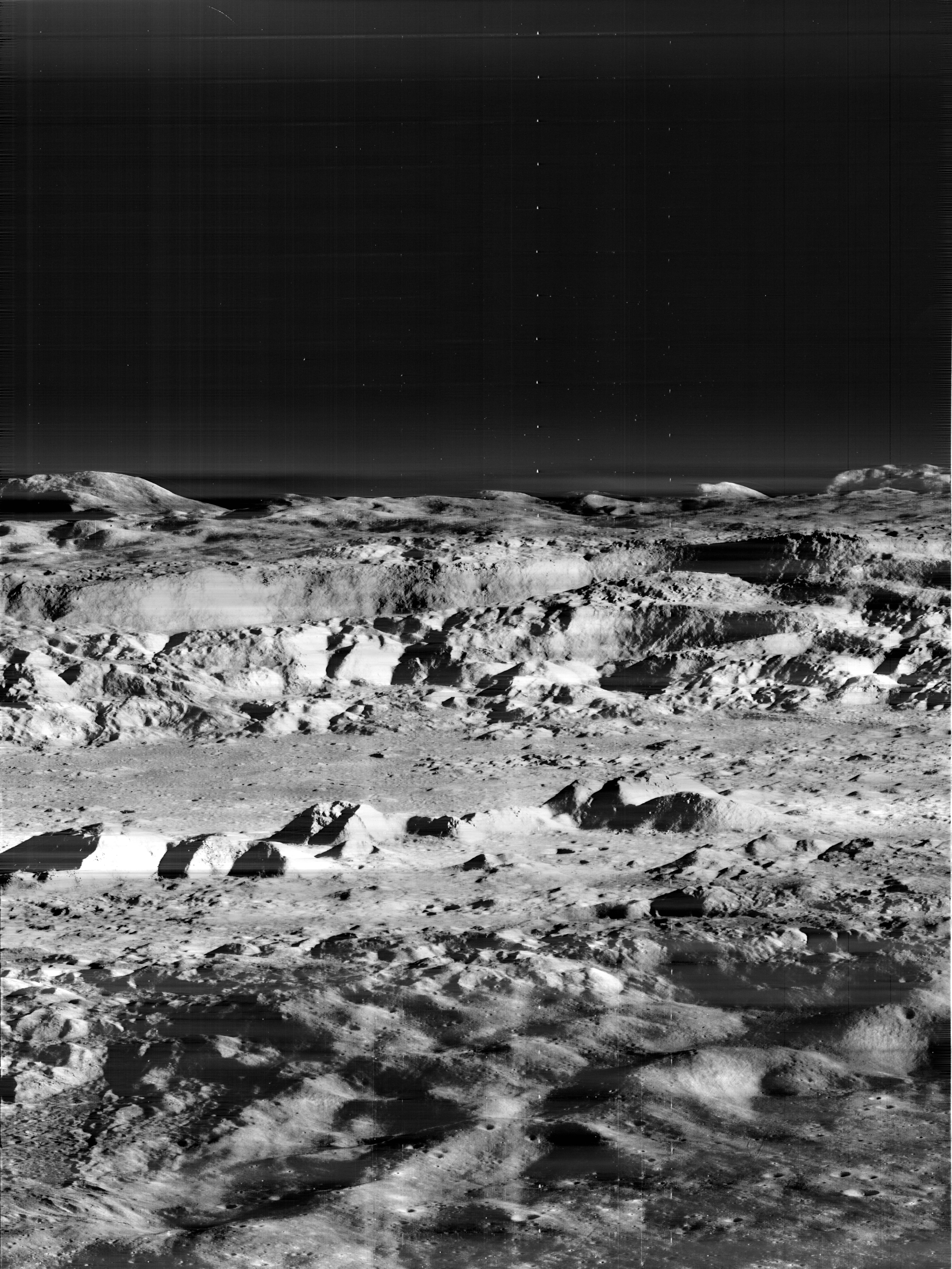
Snímek kráteru Koperník pořízený sondou Lunar Explorer 2

## Průběh mise
Sonda s raketou Atlas Agena D odstartovala 7. listopadu 1966. Byla navedena na orbitální dráhu Měsíce z původně parkovací dráhy u Země. První korekce dráhy byla 8. listopadu, třetí o tři dny později, čtvrtá 17. listopadu 1966 . Tím se sonda dostala na selenocentrickou oběžnou dráhu ve výši 46–1836 km nad povrchem Měsíce s dobou oběhu 216 minut. Z ní pak začala pořizovat snímky kráterů Koperník a Marius, také kráter vzniklý dopadem sondy Ranger 8 a další desítky záběrů míst vhodných pro pozdější přistání astronautů v rámci programu Apollo. Souběžně se snímkováním a ještě řadu měsíců po jeho ukončení probíhal souběžně záznam dopadů mikrometeoritů na povrch sondy a měření radiace.
Po vyčerpání pohonných látek potřebných pro změny polohy sondy byl zapálen brzdící motor a sonda skončila volným pádem 11. října 1967 rozbitá na povrchu Měsíce.